# Dicranomyia invocata
Dicranomyia invocata là một loài ruồi trong họ Limoniidae. Chúng phân bố ở miền Australasia.